# Volcán Xaltepec
Volcán Xaltepec är en vulkan i Mexiko.   Den ligger i delstaten Distrito Federal, i den sydöstra delen av landet, 16 km sydost om huvudstaden Mexico City. Toppen på Volcán Xaltepec är 2 489 meter över havet, eller 129 meter över den omgivande terrängen. Bredden vid basen är 0,79 kilometer. Volcán Xaltepec ingår i Sierra de Santa Catarina.
Terrängen runt Volcán Xaltepec är platt åt nordväst, men åt sydost är den kuperad. Runt Volcán Xaltepec är det mycket tätbefolkat, med 2 811 invånare per kvadratkilometer. Närmaste större samhälle är Mexico City, 15,8 km nordväst om Volcán Xaltepec. Trakten runt Volcán Xaltepec består till största delen av jordbruksmark.